# گارسیا ۴۴۴۲
سیارک ۴۴۴۲ (به انگلیسی: 4442 Garcia، نامگذاری:1985RB1) چهار هزار و چهارصد و چهل و دومین سیارک کشف شده‌است که در ۱۴ سپتامبر ۱۹۸۵ کشف شد.
قدر مطلق سیارک برابر ۱۲٫۷۰ است.